# 서정현 (정치인)
서정현(徐正鉉, 1985년 ~ )은 대한민국의 정치인이다. 제11대 경기도의원을 지냈다.

## 학력
- 창원사파고등학교 졸
- 한양대학교 법학과 학사
- 경북대학교 법학전문대학원 석사

## 경력
- 안산시 지적재조사위원회 위원
- 사단법인 가치 있는 누림 자문변호사
- 지방자치연구소 사계 법제이사
- 중소기업 불공정거래 피해구제지원 법률전문위원
- 한국법조인협회 공익인권센터 운영위원
- 안산단원경찰서, 안산상록경찰서 법률상담위원
- 경기도청, 안산시청, 광명시청 무료법률상담위원
- 경기지방노동위원회 권리구제대리인
- 경기도청 공익제보 비실명 대리신고 변호사
- 수원지방검찰청 안산지청 피해자변호사
- 장안대학교 행정법률학과 객원교수
- 수원대학교 행정대학원 객원교수
- 2021.01 ~ 법무법인 의담 대표변호사
- 국민의힘 윤석열 후보 중앙선거대책본부 직능총괄본부 생활법률지원단 정책위원
- 2022.07 ~ 2024.01 제11대 경기도의회 의원
  - 제11대 경기도의회 기획재정위원회 위원
  - 제11대 경기도의회 예산결산특별위원회 위원
- 경기도의회 국민의힘 부대표
- 2023.09 ~ 2024.01 국민의힘 경기도당 안산단원을 당협위원장
- 국민의힘 경기도당 정책개발본부 정책본부장
- 2025.02~: 국민의힘 중앙연수원 부원장 겸 중앙연수위원회 부위원장
- 2025.04~2025.05: 국민의힘 한동훈 제21대 대통령 선거 경선후보 국민먼저 캠프 국민소통본부장
- 2025.05~: 제21대 대통령 선거 국민의힘 김문수 대통령 후보 경기도 선거대책위원회 공동선거대책위원장

## 역대 선거 결과
|  | 53.59% |

|  | 37.98% |